# Rothschildia equatoralis
Rothschildia equatoralis är en fjärilsart som beskrevs av Rothschild 1907. Rothschildia equatoralis ingår i släktet Rothschildia och familjen påfågelsspinnare. Inga underarter finns listade.